# George Foster Peabody

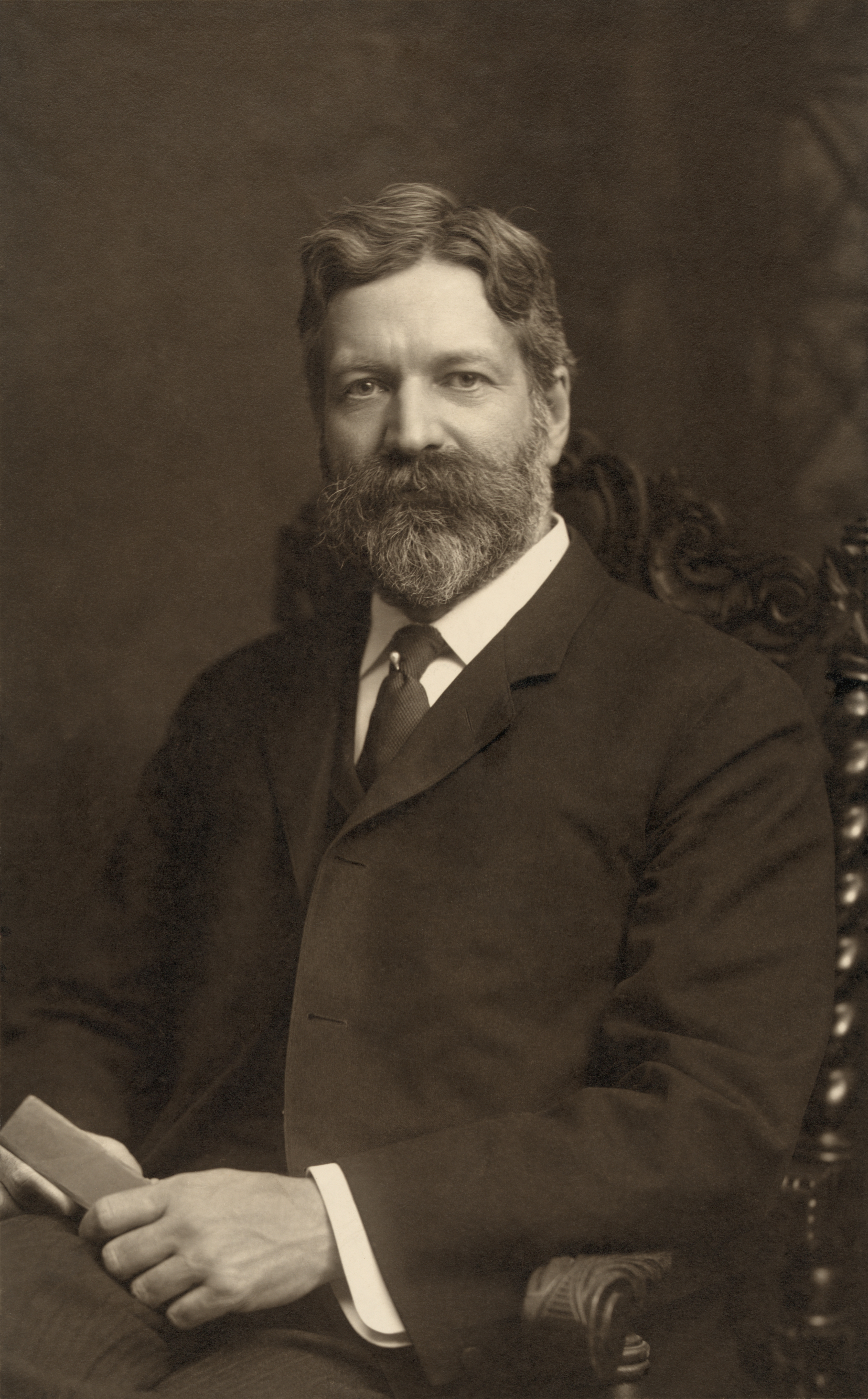
George Foster Peabody

George Foster Peabody (Columbus (Georgia), 27 juli 1852 - Warm Springs (Georgia), 4 maart 1938) was een Amerikaanse zakenman en filantroop. 

## Werk
Hij verdiende zijn kapitaal door handel in onroerend goed en de mijnbouw. Na zijn pensioen in 1906 ging hij zich richten op de publieke zaak. De waardering voor zijn werkzaamheden op  maatschappelijk gebied werd uitgedrukt met eredoctoraten van Harvard, de Washington en Lee Universiteiten en de Universiteit van Georgia. George Foster Peabody is de naamgever van de Peabody Awards.